# Javorina (Kysucké Beskydy, 1172 m)
Javorina (polsky Jaworzyna, 1172 m n. m.) je hora v Kysuckých Beskydech (na polské straně Beskid Żywiecki) na slovensko-polské státní hranici. Nachází se v hlavním hřebeni mezi vrcholy Bugaj (1140 m) na západě a Kikula (1105 m) na severovýchodě. Jihovýchodním směrem vybíhá z hory krátká rozsocha zakončená vrcholem Kýčerka (1050 m). Severozápadní svahy hory spadají do údolí potoka Abramów, jižní do údolí potoka Kašubova Kolíska a východní do údolí Janíkova potoka. Po severním úbočí hory vede červeně značená dálková trasa Główny Szlak Beskidzki. Vrcholem hory prochází Hlavní evropské rozvodí.

## Přístup
- po červené  značce ze Sedla pod Orlom nebo ze sedla Przełęcz Przegibek

## Externí odkazy

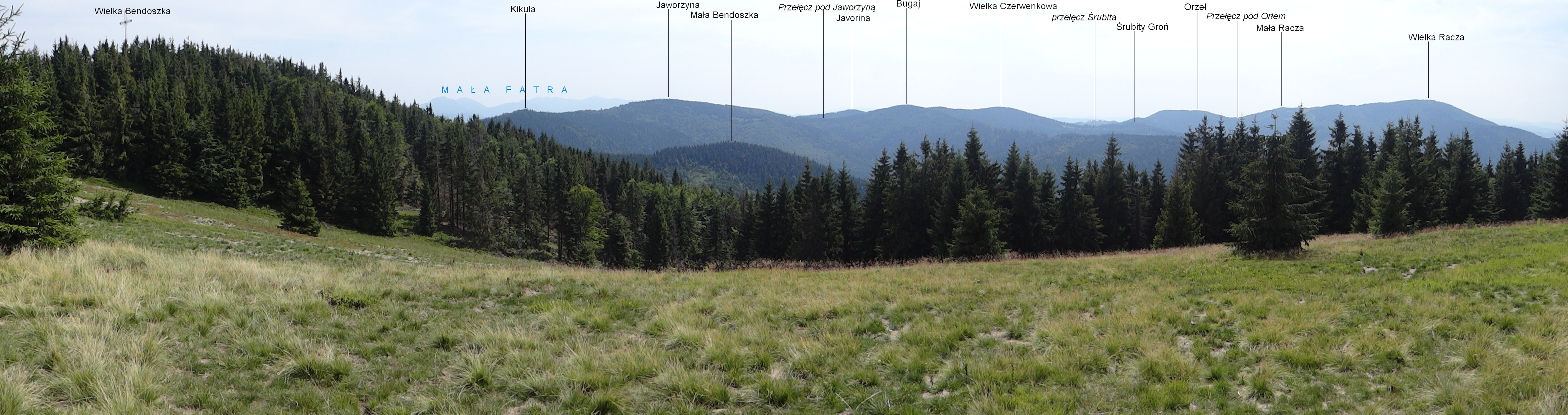
Javorina z vrcholu Pleskierówka